# 三位一体のロシア民族

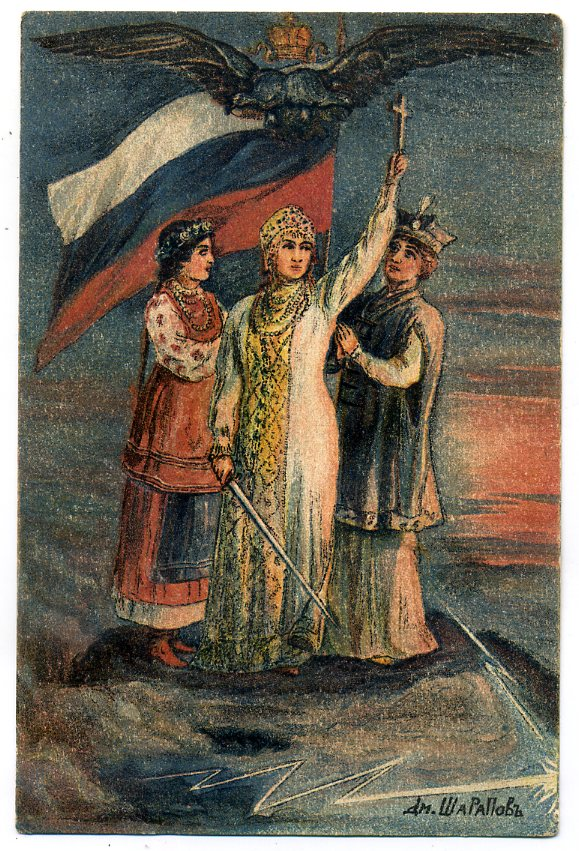
三位一体ロシアの寓意画。20世紀初頭のポスター

三位一体のロシア民族（さんみいったいのロシアみんぞく、ロシア語: триединый русский народ）とは、ロシア民族が現代のロシア人だけでなく、ロシア人、ルシン人、ウクライナ人、ベラルーシ人を含む東スラヴ人である、大ロシア人、小ロシア人、白ロシア人の3つの半民族で構成されていると見なすロシア帝国と民族統一主義者のイデオロギー。 
この思想は、ロシア・ツァーリ国とロシア帝国で人気を博し、後に国家の公式イデオロギーとなった。